# Gayéri
Gayéri è un dipartimento del Burkina Faso classificato come città, capoluogo della provincia di Komandjoari, facente parte della Regione dell'Est.
Il dipartimento si compone del capoluogo e di altri 24 villaggi: Bandikidini, Bassiéri, Boalla, Bouogou, Carimama, Diabatou, Djora, Gamboudéni, Gnifoagma, Komompouma, Kopialga, Kotougou, Kourgou, Lonadéni, Louanga, Maldiabari, Maldianga, Nalidougou, N'Bina, Oué, Soualimou, Tiargou, Tiboudi e Toumbenga.